# Нижние Ирзеи
Ни́жние Ирзе́и (чув. Анатри Ирçе) — деревня в Ядринском районе Чувашской Республики.  Входит в состав Ювановского сельского поселения.

## География
Находится в северо-западной части Чувашии, на расстоянии приблизительно 25 км на северо-восток по прямой от районного центра города Ядрин.

## История
Известна с 1858 года как околоток села Юваново с 78 жителями. В 1906 году было 27 дворов и 134 жителей, в 1926 – 26 дворов и 121 житель, в 1939 – 141 житель, в 1979 – 131. В 2010 году было 34 двора, 2010 – 35 домохозяйств. В 1932 году образован колхоз «Сталин», в 2010 действовал СХП «Родина».

## Население
Постоянное население составляло 111 человек (чуваши 100%) в 2002 году, 103 в 2010.